# ヴィリー・グラーフ
ヴィリー・グラーフ（ドイツ語: Willi Graf, 1918年1月2日 - 1943年10月12日）は白バラ抵抗運動のメンバーの一人。ビラの配布の手段を通してナチス・ドイツに抵抗するも国家反逆罪により、民族裁判所で死刑判決を受け、処刑された。

## 生涯
1918年、ドイツ・ラインラントのクーヘンハイムに生まれる。4歳のときにザールブリュッケンに引越し、そこで少年時代を過ごす。1929年、カトリック系青年組織に入る。1937年3月、大学入学資格試験に合格し、同年ボン大学医学部に入学する。1938年1月、非合法青年組織に入ったとして逮捕および身柄拘束されるが、オーストリア併合の際の特赦で釈放される。1939年、ミュンヘン大学に転校。1940年、ドイツ国防軍に召集され衛生兵として働くこととなる。1941年、東部戦線のロシアへの配属となる。1942年10月ごろよりミュンヘン大学に戻り、『白いバラ』のビラを積極的に配り、組織担当となる。同年12月末、クリスマス休暇を利用して、ザールブリュッケンやフライブルクで、協力者を募り、フライブルク大学の抵抗グループと連携をとることに成功する。1943年2月3日、8日、15日、『白いバラ』同志のハンス・ショル、アレクサンダー・シュモレルとともに、「ヒトラー打倒」と壁にペンキで書く行動に出る。
1943年2月18日、ショルとその妹ゾフィー・ショルが逮捕されたのと同じ日に、グラーフも自宅前で逮捕される。シュモレルやクルト・フーバー教授とともに4月19日に死刑判決を受けた。シュモレルやフーバーは7月13日に処刑されたが、グラーフの処刑はしばらく延期された。ゲシュタポは『白いバラ』の協力者についてグラーフから聞き出そうとしたが、グラーフは口を割ることなく協力者をかばい通した。10月12日、ギロチンで処刑された。